# Reigate and Banstead
Reigate and Banstead est un district non métropolitain du Surrey, en Angleterre. Sa population était de 147 747 habitants en 2018.

## Composition
Le district est composé des paroisses civiles suivantes :
- Horley ;
- Salfords and Sidlow.